# Cratere Julienne
Julienne è un piccolo cratere lunare situato nel terreno irregolare a sud e leggermente a est dell'importante cratere Archimede. Julienne è un comune nome proprio francese.
È con una caratteristica forma a coppa e con un cratere più piccolo vicino al bordo orientale. La superficie attorno al cratere è segnata dalla raggiera del cratere Autolycus situato a nordest. Vi sono strette fenditure a nord e a sud di Julienne, ed una regione collinosa ad ovest.